# Patrick Martin (piloto de bobsleigh)
Patrick Henry Martin –conocido como Pat Martin– (Louisville, 19 de agosto de 1923-Massena, 21 de abril de 1987) fue un deportista estadounidense que compitió en bobsleigh en las modalidades doble y cuádruple.
Participó en dos Juegos Olímpicos de Verano en los años 1948 y 1952, obteniendo tres medallas, oro en Sankt Moritz 1948 y dos platas en Oslo 1952. Ganó cinco medallas en el Campeonato Mundial de Bobsleigh entre los años 1949 y 1951.

## Palmarés internacional
| Juegos Olímpicos   | Juegos Olímpicos             | Juegos Olímpicos | Juegos Olímpicos |
| Año                | Lugar                        | Medalla          | Prueba           |
| ------------------ | ---------------------------- | ---------------- | ---------------- |
| 1948               | Sankt Moritz (Suiza)         | Medalla de oro   | Cuádruple        |
| 1952               | Oslo (Noruega)               | Medalla de plata | Doble            |
| 1952               | Oslo (Noruega)               | Medalla de plata | Cuádruple        |
| Campeonato Mundial |                              |                  |                  |
| Año                | Lugar                        | Medalla          | Prueba           |
| 1949               | Lake Placid (Estados Unidos) | Medalla de oro   | Cuádruple        |
| 1950               | Cortina d'Ampezzo (Italia)   | Medalla de oro   | Cuádruple        |
| 1950               | Cortina d'Ampezzo (Italia)   | Medalla de plata | Doble            |
| 1951               | Alpe d'Huez (Francia)        | Medalla de plata | Doble            |
| 1951               | Alpe d'Huez (Francia)        | Medalla de plata | Cuádruple        |